# Hôtel de la Caisse d'épargne de Saint-Germain-en-Laye
L'hôtel de la Caisse d'épargne est un bâtiment de la fin du XIXe siècle situé à Saint-Germain-en-Laye, en France. Il est recensé à l'Inventaire général du patrimoine culturel.

## Situation et accès
L'édifice est situé au no 1 de la place de la Victoire, dans le centre-ville Saint-Germain-en-Laye, et plus largement au nord-est du département des Yvelines.

## Histoire

### Concours
En 1889, un concours pour la construction d'un hôtel de la Caisse d'épargne est ouvert. Il est remporté par Léon Carle, architecte à Saint-Germain-en-Laye, vers le milieu de l'année.

### Construction
Les frais des travaux de construction sont assurés par les fonds de la Caisse d'épargne, la Ville ne dépensant rien pour cet hôtel.

### Inauguration
La cérémonie d'inauguration a lieu le 23 septembre 1890, en présence du maire Paul Frank, du sénateur Hippolyte Maze, de députés et d'autres notabilités. Ayant imaginé une simple fête locale, certaines personnalités invitées refusent de participer à la cérémonie en raison de sa tournure politique. Des discours sont prononcés au cours de la cérémonie.

## Structure
Le rez-de-chaussée est surélevé et le premier étage, à sa création, comprend notamment la grande salle du conseil des administrateurs. Sur un la façade centrale, la fenêtre central du rez-de-chaussée est surmontée d'un mascaron, entre ce niveau et le premier étage, à chaque travée figurent, de gauche à droite, les inscriptions « TRAVAIL », « PERSÉVÉRANCE » et « ÉCONOMIE ». Au deuxième étage, la travée centrale forme un avant-corps et comprend un fronton dans lequel est inscrit « CAISSE D’ÉPARGNE / FONDÉE EN 1835 ». À droite, l'accès est assuré par une petit cour clôturée.

## Statut patrimonial et juridique
Le bâtiment fait l'objet d'un recensement dans l'Inventaire général du patrimoine culturel, en tant que propriété privée. L'enquête ou le dernier récolement est effectué en 1992.